# Барышников, Михаил Николаевич (историк)
Михаи́л Никола́евич Бары́шников (4 июля 1957, Ленинград) — советский и российский историк, доктор исторических наук (1996), профессор, заслуженный деятель науки Российской Федерации (2007).

## Биография
Родился в Красном Селе, в пригороде Ленинграда. Мать и отец — рабочие бумажной фабрики. Окончил вечернюю школу рабочей молодежи. После обучения в профессионально-техническом училище работал токарем на ряде промышленных предприятий города. В 1976—1978 годах служил в Советской армии.
В 1985 году с красным дипломом окончил дневное отделение исторического факультета Ленинградского университета; в 1988 году — очную аспирантуру Ленинградского государственного педагогического института им. А. И. Герцена. С 1988 года — ассистент кафедры истории ЛГПИ им. А. И. Герцена.
В 1994—1996 годах — докторант Российского государственного педагогического университета им. А. И. Герцена. С 1 сентября 1997 года заведует кафедрой истории факультета социальных наук того же университета.

## Научная деятельность
В 1988 году защитил кандидатскую («Разоблачение партией большевиков контрреволюционной сущности „Союза 17 октября“, 1905—1914 годы»), в 1996 году — докторскую диссертацию («Формирование политической организации российского предпринимательства в начале XX в.»).
В 1994 году опубликовал учебное пособие для студентов вузов «История делового мира России», ставшее одним из первых русскоязычных изданий по этой тематике. В 1995—1997 вёл научные исследования по проблемам политической истории российского предпринимательства в начале XX века (при поддержке Московского общественного научного фонда).
В 1999—2000 годах при поддержке Центрально-европейского университета выполнил исследование роли и места женщин в структуре российского предпринимательства в начале XX века.
С 2001 года — председатель докторского диссертационного совета в РГПУ им. А. И. Герцена.
Автор более 200 научных работ по социально-экономической и политической истории России, а также хозяйственным и институциональным проблемам российского предпринимательства в XIX — начале XX века.
Центральным в исследованиях последних лет выступает анализ места и роли акционерных компаний, прежде всего промышленных, в хозяйственной жизни Российской империи. На примере учреждения и функционирования ряда корпораций раскрывается структура их собственности и управления, взаимоотношения в среде акционеров и членов правлений, особенности выработки и реализации производственных, коммерческих и инвестиционных планов применительно к той или иной ситуации внутри страны и за её пределами. Одно из центральных мест отводится рассмотрению сюжетов, касающихся особенностей согласования интересов собственников, наемного персонала и представителей властных структур в процессе достижения стоявших перед компаниями стратегических и оперативных целей. Автор придерживается точки зрения, согласно которой развитие акционерного дела потенциально способствовало демократизации социально-экономической жизни России во второй половине XIX — начале XX века. Доказывается, что активное вовлечение в сферу деловых отношений (в контексте оформления корпоративного самоуправления) лиц различной этнокультурной, образовательной, профессиональной, поло-возрастной и проч. принадлежности благоприятствовало определению и реализации возможностей для эффективного решения стоявших перед страной хозяйственных проблем.
Делается вывод, что исторически фирма возникла и развивалась как организация, призванная обеспечивать институциональное согласование индивидуальных и групповых предпочтений (в том числе в их хозяйственном, правовом, семейно-родственном и этноконфессиональном содержании) в целях повышения эффективности предпринимательской деятельности (бизнеса). В широком контексте её эволюция — это разработка и применение более сложных институциональных механизмов, предназначенных для нахождения и поддержания баланса интересов (собственников, рабочего персонала, инженерных и управленческих кадров, инвесторов, кредиторов и др.) в процессе достижения стратегических и оперативных целей развития частных предприятий — промышленных, торговых, банкирских, транспортных, страховых и т. д. По мере усложнения целей и задач, а также внешних условий деятельности происходило замещение неформальных институтов правовыми. В российской деловой практике данная тенденция проявлялась в эволюции организационных форм бизнеса от индивидуальных предприятий к партнерским фирмам (торговым домам) — товариществам полным и на вере — и при определённых обстоятельствах, прежде всего возраставшей потребности в инвестициях, к акционерным компаниям (корпорациям). Функционирование последних в виде товариществ на паях и акционерных обществ подразумевало использование разнообразных формальных регуляторов, призванных определять и в дальнейшем согласовывать широкий спектр интересов — частных, общественных и государственных. Сопутствующее складывание организационных конструкций, призванных реализовывать то или иное сочетание многочисленных предпочтений, подразумевало принятие конкретных институциональных форм их представительства. В конечном счете успех функционирования корпорации зависел от способности все более широкого круга лиц действовать в рамках согласованного баланса интересов, иначе говоря — от умения использовать его возможности ради достижения общих целей. Вместе с тем не меньшее значение сохраняла способность ключевого собственника согласовывать свои интересы с задачами развития крупного предприятия на сколько-нибудь обозримую перспективу. Показывается также важность согласования коммерческих, общественных и государственных интересов в целях развития деловых операций в межрегиональном и трансграничном формате. В 2020—2022 годах являлся руководителем работы по гранту РФФИ № 20-09-41001 «Русское общество пароходства и торговли в истории православного паломничества в Святую Землю (1857—1914 гг.)».

## Избранные труды
Книги и брошюры
- Барышников М. Н. История делового мира России : пособие для студентов вузов. — М.: Аспект Пресс, 1994. — 224 с. — ISBN 5-86318-075-7
- Барышников М. Н. Политика и предпринимательство в России: (Из истории взаимодействия в начале XX века). — СПб.: Нестор, 1997. — 232 с.
- Барышников М. Н. Деловой мир России: историко-биографический справочник. — СПб.: Искусство-СПб, 1998. — 448 с. — ISBN 5-210-01503-3
- Барышников М. Н. Деловой мир Петербурга: исторический справочник / ред. Д. С. Лихачёв и др. — СПб.: Logos, 2000. — 584 с. — ISBN 5-87288-206-8
- Барышников М. Н., Османов А. И. Петербургские предприниматели во второй половине XIX — начале XX в. : (Социал. структура, представит. орг., полит. партии). — СПб.: Нестор, 2002. — 289 с.
- Барышников М. Н. Деловой мир дореволюционной России: индивиды, организации, институты. — СПб.: Книжный дом, 2006. — 409 с. — ISBN 5-94777-073-3
- Барышников М. Н. Баланс интересов в структуре собственности и управления российской фирмы в XIX — начале XX века. — СПб.: НИИ менеджмента СПбГУ, 2007. — 25 с.
- Барышников М. Фирмы, институциональные ограничения и эффективность хозяйствования: Из истории российского бизнеса начала XX века. — LAP LAMBERT Academic Publishing, 2011. — 284 с. — ISBN 978-3-8433-1130-4
- Барышников М. Н. Нобели в Российской империи: семья, бизнес, общественные инициативы. — СПб.: Победа, 2014. — 367 с. — ISBN 978-5-901805-86-2

Статьи
- Барышников М. Н. Женщины в структуре российского предпринимательства в начале XX века. В кн.: В. Ю. Жуков (ред.). Факты и версии: Историко-культурологический альманах. Исследования и материалы. Кн. 2. Из истории экономики. — СПб.: ИМИСП, 2001.— С. 51-64 — ISBN 5-8447-0013-9
- Барышников М. Н. Женщины в составе правлений акционерных компаний в России во второй половине XIX — начале XX века // История предпринимательства в России: XIX — начало XX века : [сб. статей]. — СПб.: Издательский Дом СПбГУ, 2005. — Вып. 1 : Матер. Всерос. науч. конф. — С. 17—38. — ISBN 5-288-03762-0
- Барышников М. Н. Импортные операции и перспективы развития петербургских фирм во второй половине XIX века // История предпринимательства в России: XIX — начало XX века : [сб. статей]. — СПб.: Издательский Дом СПбГУ, 2006. — Вып. 2 : Матер. Всерос. науч. конф. — С. 204—220. — ISBN 5-288-04082-6
- Барышников М. Н. Российские фирмы в XIX — начале XX в.: собственность, управление, индивидуальные и групповые интересы // Барышников М. Н. и др. Очерки истории российских фирм: вопросы собственности, управления, хозяйствования. — СПб.: Изд-во «Высшая школа менеджмента», Издат. дом СПбГУ, 2007. — С. 13—171. — ISBN 978-5-9924-0005-2 ; 978-5-288-04532-5
- Барышников М. Н. Компания Нобелей: баланс интересов и эффективность функционирования // Российский журнал менеджмента. — 2008. — Т. 6, № 2. — С. 133—156. — ISSN 17297427
- Барышников М. Н. Создание текстильного треста в Петербурге в начале XX века // Российский журнал менеджмента. — 2011. — Т. 9, № 2. — С. 125—144. — ISSN 17297427
- Барышников М. Н. «Ноблесснер»: формирование финансово-промышленной группы в Петербурге в начале XX века // Российский журнал менеджмента. 2013. Т. 11. № 4. — С. 117—136. — ISSN 17297427
- Барышников М. Н. В. С. Голенищев: научные интересы и судьба семейного бизнеса в начале XX века // Университетский научный журнал (Филологические и исторические науки, искусствоведение). 2014. № 7. — С. 68-76.
- Барышников М. Н. Эволюция семейного бизнеса Леонтьевых в XIX — начале XX вв. // TERRA ECONOMICUS. 2014. Т. 12. № 3. — С. 102—117. — ISSN 20736606
- Барышников М. Н. Из истории взаимодействия Петербургского учётного и ссудного банка с промышленными компаниями России (конец XIX — начало XX века) // Российский журнал менеджмента. 2014. Т. 12. № 4. — С. 99—124. — ISSN 17297427
- Барышников М. Н. Создание Гукасовыми промышленной группы в России в начале XX века // Вестник Санкт-Петербургского университета. 2014. Сер. 8. Вып. 3. Менеджмент. — С. 75—100. — ISSN 16057953
- Барышников М. Н. Г. И. Бененсон и А. Д. Голицын: деловое партнерство в институциональном контексте российской действительности начала XX века // Journal of Institutional Studies (Журнал институциональных исследований). 2015. Т. 7. № 2. — С. 38—57. — DOI: 10.17835/2076-6297.2015.7.2.038-057
- Барышников М. Н. Метальниковы: семейный бизнес и развитие промышленных операций Петербургского частного коммерческого банка // Финансы и бизнес. 2016. № 1. — С. 157—175. — ISSN 18144802
- Барышников М. Н. Русское общество пароходства и торговли: учреждение, функционирование, перспективы развития (1856—1864 гг.) // Экономическая история. Ежегодник. 2014/15. М.: Институт российской истории РАН. 2016. — С. 9—53. ISBN 978-5-8055-0303-1
- Барышников М. Н. В. П. Барановский. Частная инициатива в оборонном секторе российской экономики начала XX века // Вестник Санкт-Петербургского университета. 2016. Сер. 8. Вып. 3. Менеджмент. — С. 139—165. — ISSN 16057953
- Барышников М. Н. Общество Брянского завода: опыт деятельности крупной корпорации в дореволюционной России // Финансы и бизнес. 2017. № 3. — С. 97—108. — ISSN 18144802
- Барышников М. Н. Компания Петербургского Металлического завода: производство, управление, инвестиции // Финансы и бизнес. 2018. № 3. — С. 98—116. — ISSN 18144802
- Барышников М. Н. Семейный бизнес и освоение нефтяных месторождений в России в начале XX века // Университетский научный журнал. 2018. № 36. — С.15—36. — ISSN 22225064
- Барышников М. Н. Из истории семейного бизнеса в России: Богдановы и Е. Н. Шапошникова // Вестник Санкт-Петербургского университета. 2018. Сер. 8. Том 17. Вып. 2. Менеджмент. — С. 231—250. — ISSN 16057953
- Барышников М. Н. Компания Петербургского металлического завода: производство, управление, инвестиции // Финансы и бизнес. 2018. № 3. — С.98 — 116. — DOI: 10.31085/1814-4802-2018-14-3-98-116
- Барышников М. Н. В. И. Ковалевский в промышленной жизни России начала XX века // Учёные записки Новгородского государственного университета. 2019. № 3 (21). — С. 1 — 4. — DOI: 10.34680/2411-7951.2019.3(21).4
- Барышников М. Н. Путиловский и Невский заводы: перспективы взаимодействия накануне и в годы Первой мировой войны // Клио. 2019. № 12 (156). — С. 135—145. — ISSN 20709773
- Барышников М. Н. Корпорация «Нефть»: становление и перспективы развития в начале XX века // Вопросы истории. 2019. № 12. Т. 4. — С. 3 — 20. — DOI: 10.31166/VoprosyIstorii201912Statyi91
- Барышников М. Н. Корпорация и государственные интересы в промышленности : Невский завод в 1855—1888 годах // Научный диалог. — 2020. — № 5. — С. 321—339. — DOI: 10.24224/2227-1295-2020-5-321-339.
- Барышников М. Н. Общество Путиловских заводов: структура собственности и эффективность управления бизнесом в 1870—1890-е годы // Клио. 2020. № 12 (168). — С. 141—149. — ISSN 20709773
- Барышников М. Н. Чайковские и Плеске в деловой жизни России XIX — начала XX в. // Вопросы истории. 2020. № 10. Т. 3. — С. 11 — 27. — DOI: 10.31166/VoprosyIstorii202010Statyi57
- Барышников М. Н. Русское общество пароходства и торговли и православное паломничество в Палестину // Университетский научный журнал. — 2020. — № 58. — С. 13 — 27. — DOI: 10.25807/PBH.22225064.2020.58.13.27
- Барышников М. Н. И. И. Чайковский и Русское общество пароходства и торговли // Вопросы истории. 2021. № 9-1. С. 60 — 73. — DOI: 10.31166/VoprosyIstorii202109Statyi06
- Барышников М. Н. Правительство и бизнес в учреждении российского регулярного судоходства в Персидском заливе // Клио. — 2024. — № 10(214). — С. 91 — 102. — DOI: 10.24412/2070-9773-2024-10-91-102
- Барышников М. Н. Персидский залив в российском регулярном судоходстве в начале XX века // Социально-экономический и гуманитарный журнал. — 2024. — № 3. — С. 94-106. — DOI: 10.36718/2500-1825-2024-3-94-106

- Публикации 2021—2024 гг.[7][8]